# Maëlle Garbino
Maëlle Garbino (Vienne, 9 augustus 1996) is een Frans voetbalspeelster. Ze staat als middenvelder onder contract bij Paris FC in de Division 1 Féminine.

## Clubcarrière
Garbino begon met voetballen bij de amateurclub FC Saint-Ronain-en-Gal. Vanaf 2008 maakte ze onderdeel uit van de voetbalacademie van Olympique Lyon. Op 3 december 2014 maakte Garbino haar debuut op het hoogste niveau door in de 68ste minuut in te vallen voor Ada Hegerberg in een uitwedstrijd tegen AS Saint-Étienne. In het seizoen 2015/2016 won ze de Champions League met Olympique Lyon. Garbino maakte in 2016 de overstap naar dezelfde club uit Saint-Étienne. In een uitwedstrijd tegen Girondins de Bordeaux maakte Garbino haar eerste doelpunt in de Division 1 Féminine. In 2018 tekende ze een contract bij deze club uit de Franse provincie Nouvelle-Aquitaine. Garbino kwam vijf jaar uit voor de club waarin ze tot 97 wedstrijden kwam. Garbino ging in 2023 bij het Italiaanse Juventus FC haar eerste buitenlandse avontuur aan. Op 8 juni 2023 tekende ze een tweejarig contract in Turijn. Op 1 oktober 2023 maakte ze haar debuut in de Serie A in een thuiswedstrijd tegen Sampdoria. Na een seizoen in Italië keerde ze terug naar haar geboorteland om voor Paris FC te gaan spelen. Hier tekende ze een contract tot 2026. Bij haar debuut voor de Parijzenaars in de Division 1 Féminine, in een uitwedstrijd tegen EA Guingamp, maakte Garbino gelijk twee doelpunten op 22 september 2024.

## Statistieken
| Seizoen | Club                  | Land      | Competitie          | Wedstrijden | Doelpunten |
| ------- | --------------------- | --------- | ------------------- | ----------- | ---------- |
| 2014/15 | Olympique Lyon        | Frankrijk | Division 1 Féminine | 3           | 0          |
| 2015/16 | Olympique Lyon        | Frankrijk | Division 1 Féminine | 2           | 0          |
| 2016/17 | AS Saint-Étienne      | Frankrijk | Division 1 Féminine | 14          | 5          |
| 2018/19 | Girondins de Bordeaux | Frankrijk | Division 1 Féminine | 20          | 0          |
| 2019/20 | Girondins de Bordeaux | Frankrijk | Division 1 Féminine | 15          | 0          |
| 2020/21 | Girondins de Bordeaux | Frankrijk | Division 1 Féminine | 20          | 6          |
| 2021/22 | Girondins de Bordeaux | Frankrijk | Division 1 Féminine | 21          | 3          |
| 2022/23 | Girondins de Bordeaux | Frankrijk | Division 1 Féminine | 21          | 12         |
| 2023/24 | Juventus FC           | Italië    | Serie A             | 20          | 3          |
| 2024/25 | Paris FC              | Frankrijk | Division 1 Féminine | 1           | 2          |
| Totaal  | Totaal                | Totaal    | Totaal              | 137         | 30         |

Laatste update: 22 september 2024

## Interlandcarrière
Garbino kwam als jeugdinternational uit voor Frankrijk -19 en Frankrijk-20. Met laatstgenoemde kwam ze uit op het WK onder 20 in Papoea-Nieuw-Guinea.